# 단백뇨
단백뇨(蛋白尿, 영어: proteinuria) 또는 단백뇨증(蛋白尿症) 또는 요단백(尿白尿)은 단백질이 신장에서 걸러지지 않고 소변을 통해 체외로 배출되는 것이다. 단백뇨란 용어는 병명은 아니고, 그런 현상을 가리키는 말이다. 이것은 신장 기능에 문제가 있을 수 있다는 의미이며, 소변 채취 검사 결과 0~30밀리그램이 정상 수치이며, 정량 검사의 경우 1일 100밀리그램 이상 검출될 경우도 해당된다. 다른 의미로는 거품뇨이며, 소변에 거품이 생기는 것과도 직결되어 있다.

## 증상
단백뇨는 증상이 없는 경우가 많으며 우연히 발견될 수도 있다.
거품 소변은 단백뇨의 주요 징후로 간주되지만, 거품 소변이 있는 사람의 3분의 1만이 단백뇨를 근본 원인으로 갖고 있다. 또한 소변 내 빌리루빈(빌리루빈뇨증), 역행성 사정, 누공으로 인한 기뇨(소변 내 기포) 또는 피리듐과 같은 약물로 인해 발생할 수 있다.

## 단백질이 소변을 통해 나오는 경우
단백뇨 현상이 벌어지는 경우는 여러 가지 가능성이 있다.
- 신장에 이상이 있는 경우
- 격렬한 운동을 한 후
- 심한 추위에 노출된 경우

일시적인 현상일 수도 있으나, 신장에 이상이 있을 수도 있으므로 병원에서 진단을 받는 것이 좋다.

## 같이 보기
- 당뇨
- 혈뇨
- 알부민뇨